# Hippothyris austrinis
Hippothyris austrinis är en mossdjursart som beskrevs av Moyano 1991. Hippothyris austrinis ingår i släktet Hippothyris och familjen Bitectiporidae. Inga underarter finns listade i Catalogue of Life.